# 산청 실매리 왕버드나무군
산청 실매리 왕버드나무군(山淸 實梅里 왕버드나무群)은 대한민국 경상남도 산청군 차황면 실매리에 있는 왕버드나무 군이다. 2001년 2월 22일 경상남도의 기념물 제232호로 지정되었다.

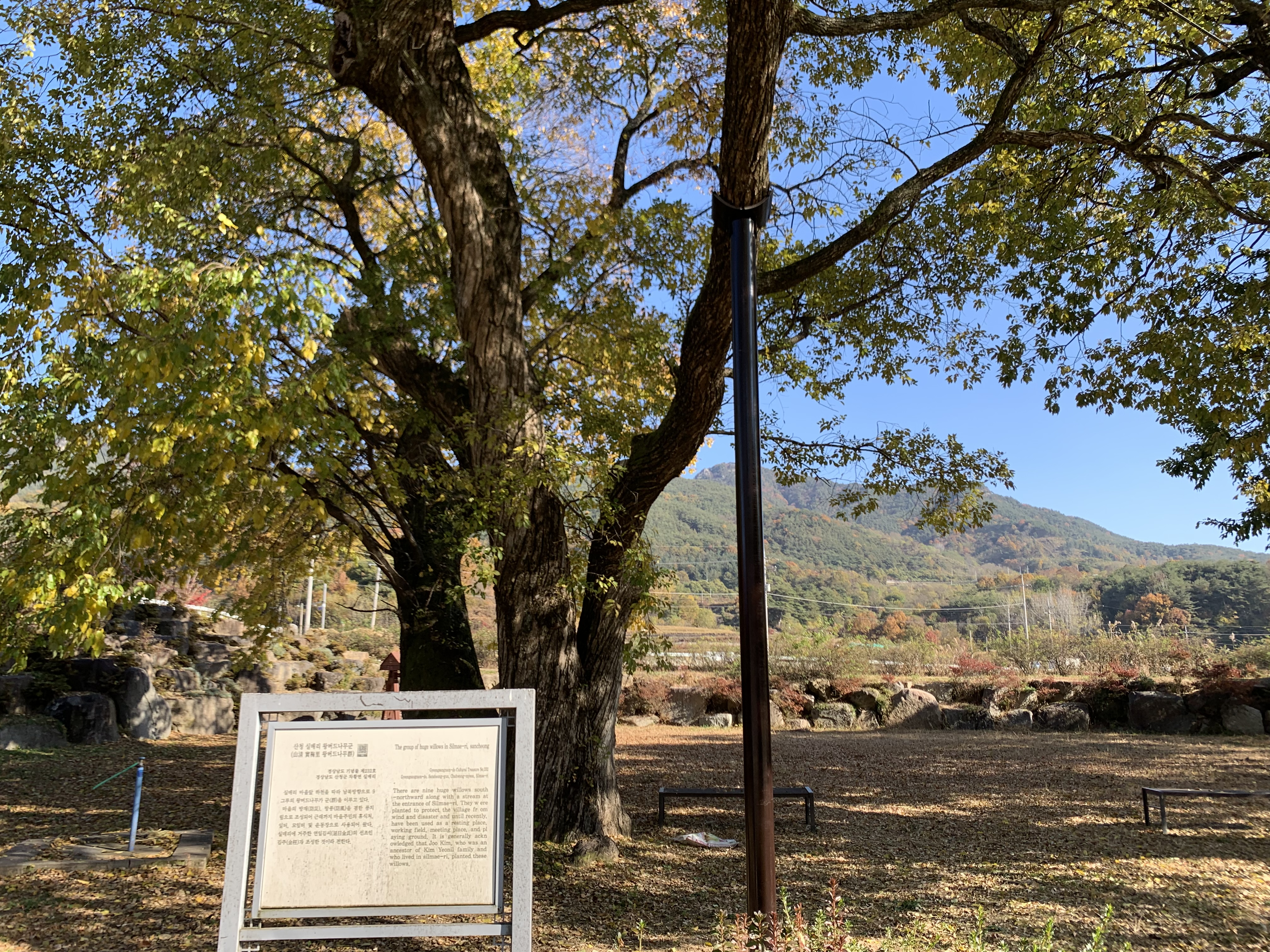
20221118_실매리

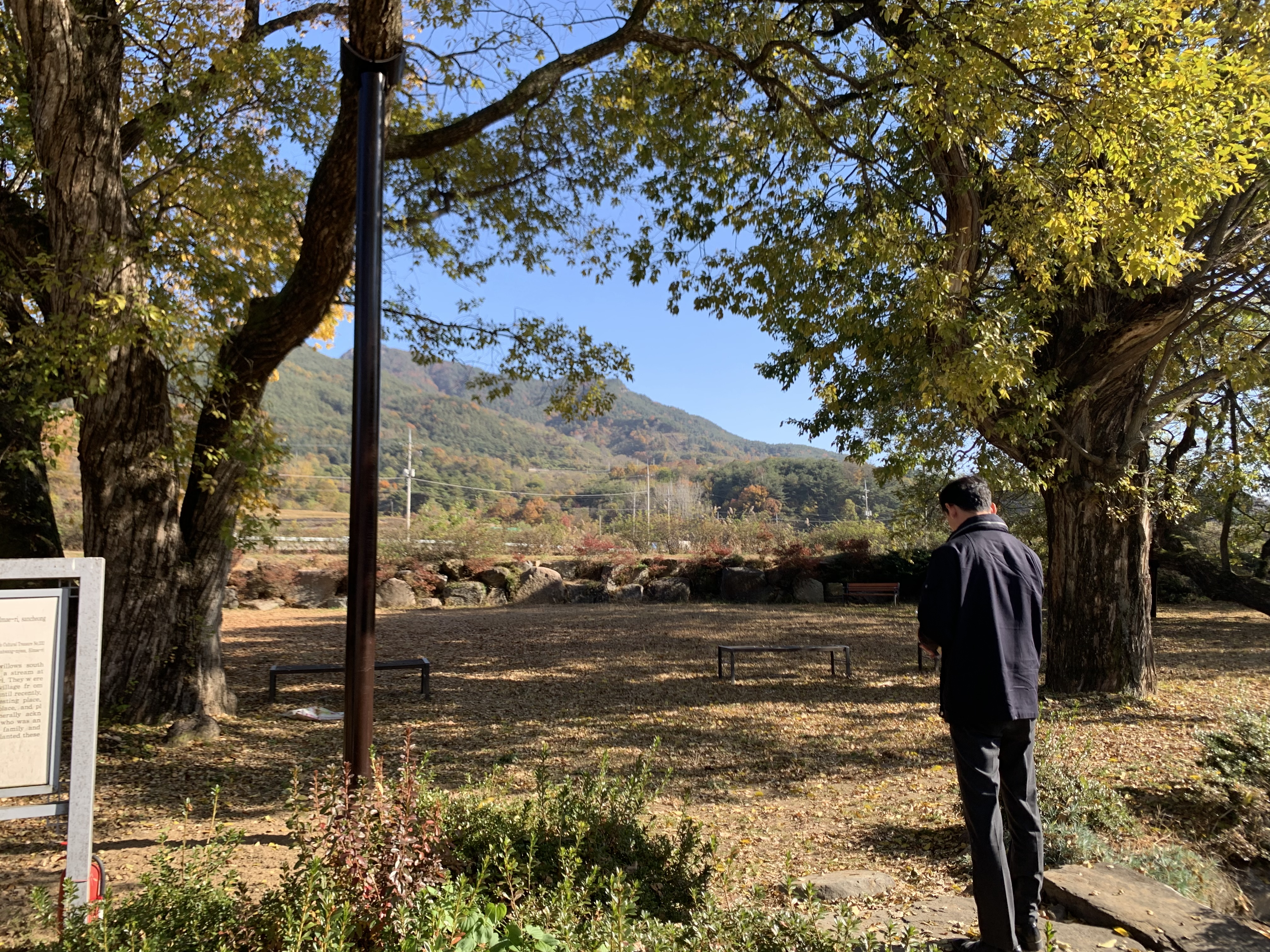
20221118_실매리02

## 개요
차황면 실매리 마을 앞 하천을 따라 남북 방향으로 9그루의 왕버드나무가 숲을 이루고 있다. 마을의 방재(防災), 방풍(防風)을 겸한 풍치림으로 조성되어 근래까지 마을 주민의 휴식처, 일터, 모임터 및 운동장으로 사용되어 왔다. 실매리에 거주한 연일김씨의 선조인 김주(金柱)가 조성한 것이라 전한다.

## 참고 문헌
- 산청실매리왕버드나무군 - 국가유산청 국가유산포털